# Synuraceae
Famille
Les Synuraceae sont une famille d'algues de l'embranchement des Ochrophyta  de la classe des Chrysophyceae et de l'ordre des Synurales.

## Étymologie
Le nom vient de l'ancien genre type Synura, dérivé du grec συν / syn, ensemble, et ουρα / oura, queue, en référence aux groupes que forme cet organisme qui se présence en « colonies sphériques ou ovoïdes nageant librement avec des cellules piriformes (en forme de poire) faiblement associées unies par leur queue au centre de la colonie ».

## Taxonomie
Les Synuraceae  sont actuellement (2022) inclus dans les Mallomonadaceae avec ses genres Chrysodidymus, Cladospongia, Jaoniella et Synura.

## Liste des genres
Selon AlgaeBase (2 février 2022) :
- Chrysodidymus Prowse
- Cladospongia M.O.P.Iyengar & K.R.Ramanathan
- Jaoniella Skvortsov